# Super Seria 2008: Lysekil
Super Seria 2008: Lysekil, Grand Prix Szwecji – indywidualne, czwarte i ostatnie w 2008 r. zawody siłaczy z cyklu Super Serii.
Data: 16 sierpnia 2008

Miejsce: Lysekil  Szwecja
WYNIKI ZAWODÓW:
| Miejsce | Zawodnik          | Kraj              | Punkty |
| ------- | ----------------- | ----------------- | ------ |
| 1.      | Magnus Samuelsson | Szwecja           | 49,5   |
| 2.      | Tarmo Mitt        | Estonia           | 44     |
| 2.      | Richard Skog      | Norwegia          | 44     |
| 4.      | Derek Poundstone  | Stany Zjednoczone | 43     |
| 5.      | Jimmy Marku       | Anglia            | 37,5   |
| 6.      | Rene Minkwitz     | Dania             | 31     |
| 7.      | Andreas Rossel    | Szwecja           | 27     |
| 8.      | Raivis Vidzis     | Łotwa             | 24     |
| 9.      | Florian Trimpl    | Niemcy            | 18     |
| 10.     | Laurence Shahlaei | Anglia            | 12     |

Czterech najlepszych zawodników zakwalifikowało się do indywidualnych Mistrzostw Świata Strongman 2008.